# Canción del jacarandá

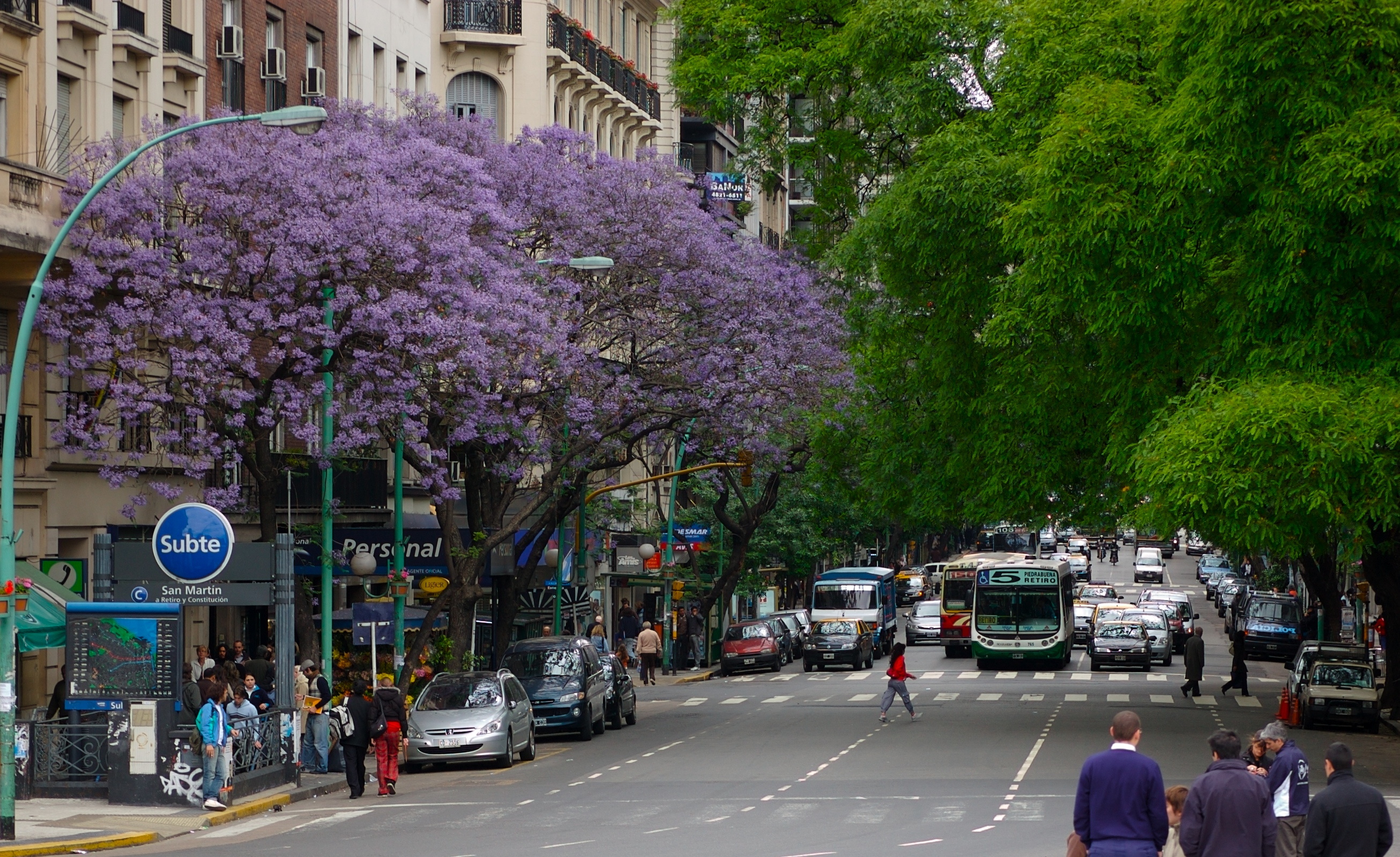
Jacarandás (izquierda) en la ciudad de Buenos Aires. El jacarandá es originario del Nordeste argentino y fue introducido en Buenos Aires por el paisajista francés Carlos Thays en el siglo XIX.

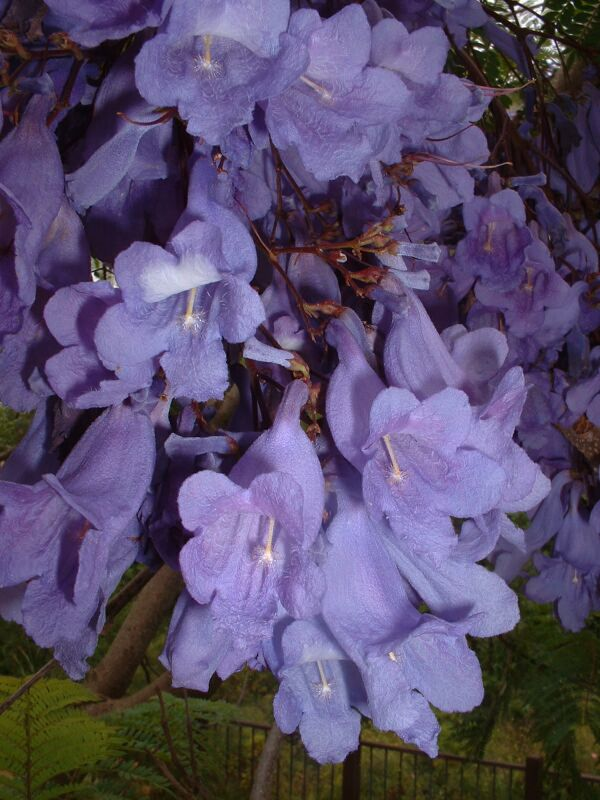
Flores del jacarandá.

La Canción del jacarandá es una canción infantil creada por los cantautores argentinos María Elena Walsh y Palito Ortega en 1966 e inspirada en la belleza del jacarandá, un árbol subtropical de la familia de las bignoniáceas oriundo de Sudamérica.
La primera estrofa de la obra es:

Al este y al oeste
llueve y lloverá
una flor y otra flor celeste
del jacarandá.